# Lista de plantas usadas em fitoterapia

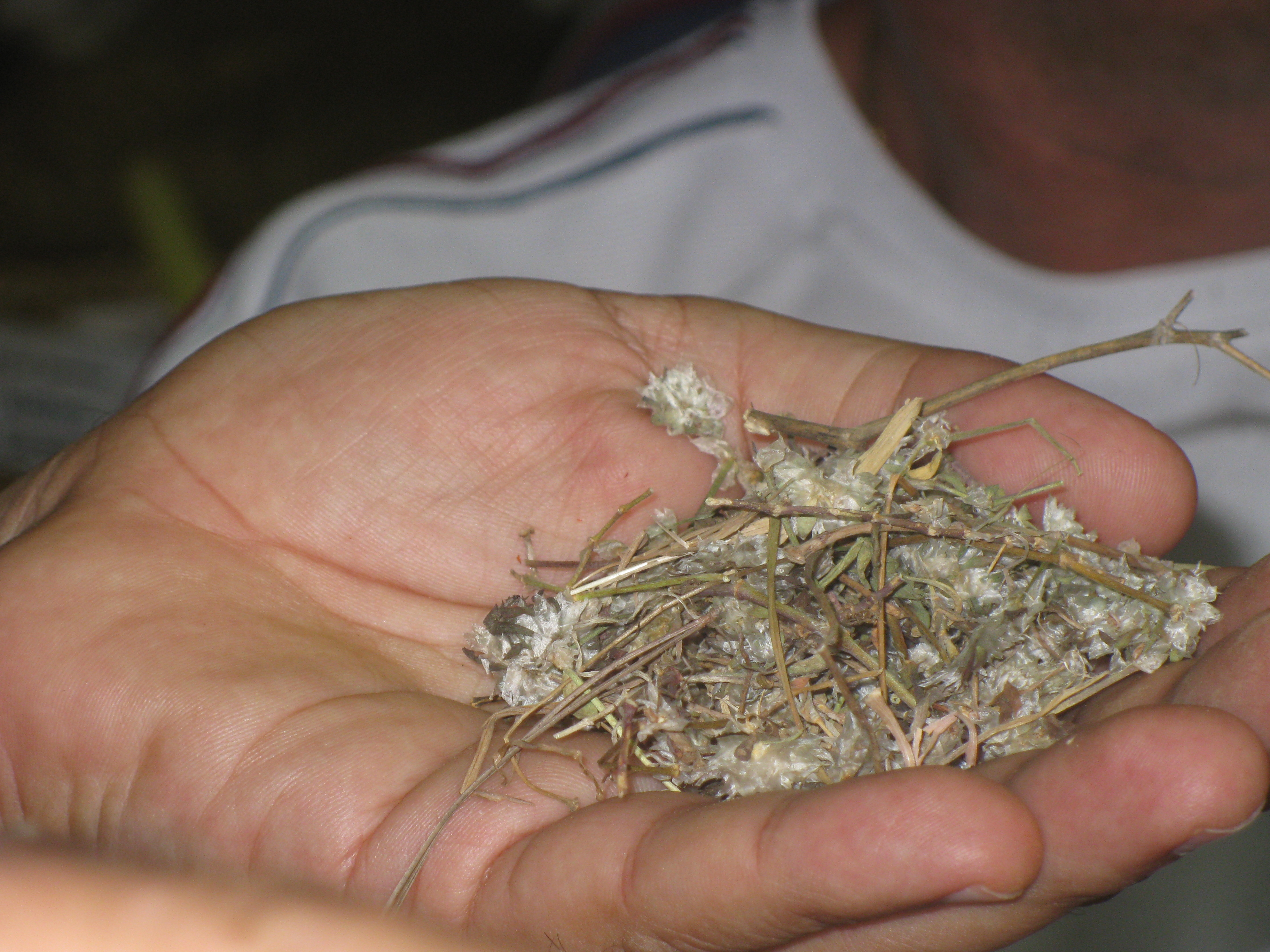
Povos e regiões possuem plantas medicinais específicas, mas algumas plantas e ervas medicinais são conhecidas em quase todo o mundo

Plantas medicinais correspondem às plantas ou seus componentes que são utilizados como medicamentos fitoterápicos. De acordo com a  primeira edição do Formulário Nacional, elaborado pela Subcomissão do Formulário Nacional, da Comissão Permanente de Revisão da Farmacopéia Brasileira (CPRFB), instituída pela Portaria nº. 734, de 10 de outubro de 2000, Medicamento  Fitoterápico é todo medicamento obtido empregando-se exclusivamente matérias-primas ativas vegetais.  O conhecimento  de suas propriedades se caracteriza pela descrição (botânica  e farmacognóstica) da espécie vegetal, de sua possível eficácia e riscos de seu uso. Sua eficácia e segurança são validadas tanto por meio de levantamentos etnofarmacológicos, como por documentações tecnocientíficas em publicações ou ensaios clínicos fase 3. Não se considera medicamento fitoterápico aquele que, na sua composição, inclua substâncias ativas isoladas, de qualquer origem, nem as associações dessas com extratos vegetais.  Observe-se que as indicações terapêuticas aqui descritas vêm de concepções populares (etnobotânicas; etnomédicas) e não necessáriamente da bibliografia paulatinamente inserida por diversos editores.

## Relação de plantas popularmente tidas como plantas medicinais
- Abacateiro "Persea persea": diurética, cálculos renais, fígado, rins, bexiga.[2]
- Abútua ou Cóculos "Chondrodendron platyphyllum": Cálculos renais, cólicas uterinas, fígado. [3] [4]
- Açafrão; Açafrão-da-terra: diminui cólicas em crianças, trata diarréia crônica, provoca sono, aumenta o leite durante a amamentação, alivia a  azia. Auxilia a concentração. [5] [6]
- Açoita cavalo "Luehea speciosa" [7]:
- Agar agar "Gelidium corneum":
- Agoniada "Plumeria lancifolia": Inflamações de útero, ovários e menstruações difíceis.[8]
- Aipo Apium graveolens: diurético, combate a artrose e a artrite, calmante.[9]
- Alcachofra "Cynara scolymus": Diminui o colesterol, digestivo, hepático. [10]
- Alcaçuz "Periandra dulcis": Bronquite, tosse, laringite, rouquidão.
- Alecrim do Campo: Tônico, vias respiratórias e banhos relaxantes.
- Alecrim "Rosmarinus officinalis": estimulante, circulatório, tônico capilar e inalação. [11]
- Alfafa "Medicago sativa": Baixa o colesterol, osteoporose, raquitismo, relaxante.
- Alfavaca "Ocimum canum": Rins, prisão de ventre, aftas, bronquite, gripes fortes. [12]
- Alfazema "Lavandula angustifolia": Calmante, asma, gases, rinite, analgésica nas dores.
- Algodoeiro "Gossypium erbaceum": Hemorragia uterina, regras profusas, reumatismo.
- Alteia "Althaea officinalis":
- Ameixa (Fruto): Prisão de ventre, laxativo médico, azia. [13]
- Amor do campo "Acanthospermum australe": Afecções das vias urinárias e rins, prostatite.
- Andiroba Carapa guianensis: cicatrizante e anti-inflamatório.
- Angélica "Archangelica officinalis": 	Cólicas, gases, digestiva, nevralgias, enxaquecas.
- Angico "Piptadenia colubrina": Diarréia, desenteria, gripes. Uso externo: Lavagens e gargarejos.[14]
- Aniz Estrelado "Illicium verum": Relaxante, insônia, gases (infantil e adulto).
- Aperta Ruão "Piper aduncum": Mau hálito, fígado, diarréia, hemorragias.
- Arnica do brasil "Solidago microglossa":
- Arnica "Arnica montana": Anti-inflamatória, reumatismo, artrite, artrose, dores.
- Aroeira "Schinus terebinthifolius": Diurética, ciática. Uso externo: Contusões, icterícia.[15]
- Arruda "Ruta graveolens": Amenorréia. Uso externo: Varizes, flebites, abcessos, erisipela.
- Artemisia "Artemisia vulgaris": Nevralgia, cólica menstrual, vermes, circulatória.
- Assa Peixe "Vernonia polyanthes": Expectorante, tosse, resfriados, diurético, cicatrizante.
- Avenca: Afecções catarrais, bronquite, tosse, laringite.
- Babosa "Aloe vera" [16]
- Bálsamo: Incontinência urinária, expectorante. Uso externo: Afecções da pele.
- Bancha "Thea sinensis": Desintoxicante, digestivo, colesterol e emagrecedor.
- Barbatimão "Stryphnodendron barbatiman": Gastrite, úlceras. Uso externo: Cicatrizante, lavagem íntima.
- Bardana "Arctium lappa": Desintoxicante, depurativo, cicatrizante, colesterol.
- Batata de Purga "Exogonium purga": Laxativo energético, depurativo.
- Bétula "Betula alba": Gota, colesterol, triglicérides, ácido úrico, dores.
- Boldo "Peumus boldus": Hepatoprotetor, fígado, pâncreas, vesícula.
- Buchinha do Norte "Luffa perculata": Uso externo para inalação contra a sinusite.
- Bugre/Porangaba: Ácido úrico, gota, depurativo, emagrecedor.
- Cabreúva: Diabetes, reumatismo, coluna, gota, contusões.
- Cacto Mandacaru "Cereus eruvianus":
- Cactus "Cereus grandiflorus": Cardiotônico, contra palpitações, síndromes cardíacas.
- Cafeeiro (Coffea arabica L.)[17][18]
- Cajueiro "Anacardium occidentale": Diabetes, colesterol, triglicérides, depurativo.
- Cálamo Aromático "Acorus calamus":
- Calêndula "Calendula officinalis" (flor): Cicatrizante, calos, verrugas, frieiras, manchas.
- Cambará "Lantana camara": Expectorante, balsâmico, tosse e gripes.
- Cambuí: Anti-hemorrágico, é usado nas vias respiratórias.
- Camomila "Matricaria chamomilla": Estomacal, nas cólicas das crianças e enxaqueca.
- Cana do Brejo "Costus spicatus": Diurético, anti-inflamatório, cistite, próstata.
- Canela da China "Cinnamomum cassia":
- Canela: Estimulante, gripes, resfriados, febres.
- Cannabis: Efeito antiemético, podendo ser usado no alívio do enjoo e depressão relacionados com o câncer. Analgésico. Reduz significativamente a pressão intraocular e o fluxo lacrimal em pacientes com glaucoma.
- Capim Cidrão/Erva Cidreira "Cymbopogon citratus": 	Trata insônia, agonia, palpitações. [19]
- Capim Santo: tranquilizante. Trata dores de cabeça.
- Capim Rosário: Depurativo das vias urinárias.
- Carapiá "Dorstenia multiformis": Afrodisíaco, irregularidades do fluxo menstrual.
- Cardamomo: trata infecções nas gengivas e dentes, dores de garganta, congestão pulmonar.
- Cardo Mariano "Silybum marianum":
- Cardo Santo "Cnicus benedictus": Febrífugo, coqueluche, asma, bronquite, dor estomacal.[20]
- Carobinha "Jacaranda caroba": Deputativa, antialérgica, disenteria, prostatite.
- Carqueja Amarga: Depurativa, emagrecedora, colesterol, diabetes.
- Carqueja Doce: Hepatoprotetora, digestiva, diurética, emagrecedora.
- Carqueja "Baccharis genistelloides":
- Carrapicho: Dores lombares, males da bexiga, rins.
- Carvalho Casca: depurativo, cicatrizante, Interno e Externo.
- Casca d’anta "Drimys winteri":
- Casca d'anta-abóbora: Trata a anemia, fraqueza digestiva, vômitos.
- Casca de Impurana: Balsâmica das vias respiratórias, colites.
- Casca de Laranja "Citrus aurantium": Relaxante, digestiva, aromática.
- Cáscara Sagrada "Rhamnus purshiana": Laxativo, emagrecedora, trata a bílis e baço.
- Cassaú "Aristolochia cymbiferas":
- Castanha da Índia] "Aesculus hippocastanum": 	Má circulação, flebite, hemorróidas e varizes.
- Catinga de Mulata "Tanacetum vulgare": Artrite, artrose, gota. Uso Externo: Psoríase, piolhos.
- Catingueira: Depurativo, afrodisíaco. Uso Externo: Eczema, impingem, erisipela.
- Catuaba "Trichilia catigua": 	Energético, falta de memória, afrodisíaco.
- Cavalinha "Equisetum hiemale": Diurético, ácido úrico, circulação, hipertensão, rins.
- Cedro: Febres altas, desenterias, fraqueza orgânica. Uso externo: Dores musculares.
- Centaurea - *Fel da Terra: Inapetência, estômago, febre alta, hepatite.
- Centella Asiática "Hydrocotyle asiatica": 	*Celulite, gordura localizada, circulatória, caimbras.
- Chá de Bugre "Cordia salicifolia":
- Chá Preto: Estimulante, digestivo, tônico.
- Chá Verde "Camelia Sinensis":
- Chapéu de Couro "Hydrocotyle asiatica": Depurativo, colesterol, diabetes, gota, ácido úrico.
- Chapéu de Napoleão - Aguai: Semente energética, uso externo comprovado.
- Mentruz "Chenopodium ambrosioides" ou *Erva de Santa Maria "Dysphania ambrosioides":
- Cinco Plantas: Espécies diuréticas.
- Cipó Azougue "Apodanthera smilacifolia": Depurativo, eczemas, feridas, furúnculos, herpes.
- Cipó Cabeludo "Echinodorus macrophyllus": Cistite, nefrite, uretrite, não elimina a albumina.
- Cipó Caboclo: Orquite, hemorróidas, flebites, erisipela.
- Cipó Cravo "Banisteria argyrophylla": Estomacal, gastrite, azia, gases.
- Cipó Cruz/Cainca "Chiococca brachiata": Reumatismo, diabetes, ácido úrico, inchaço.
- Cipó Cruzeiro: Reumatismo, artrose, artrite, coluna, tendenite.
- Cipó Prata "Mikania hirsutissima": Areias e cálculos de rins e bexiga, dores.
- Cipó Suma "Anchieta salutaris": Depurativo, furúnculos, acne, eczema, afecções mucosas.
- Cipreste/Tuia "Thuya occidentalis":: Disenteria, corrimento. Uso Externo: Feridas, úlceras, verrugas, calos.
- Citronela: repelente de insetos.
- Coentro Grão: Digestivo, gases intestinais, colite.
- Coentro "Coriandrum sativum":
- Cominho: combate gases, é diurético, provoca menstruação.
- Confrei "Tynnanthus fasciculatus":
- Contas de Lágrima "Coix lacryma":
- Copaíba: cicatrizante e antiinflamatória. Combate sinusite, bronquite, inflamações nas vias urinárias e respiratórias.
- Cordão de Frade "Symphytum officinale":
- Cordão de Frade: Febre reumática, dores musculares, e circulação.
- Coro-Onha - *Olho de Boi: Uso Externo: Sementes energéticas para hipertensão.
- Crataegos "Crataegus oxyacantha":
- Cravo da Índia "Caryophyllus aromaticus"
- Curcuma: Fígado, vias urinárias, icterícia, bronquite.
- Damiana "Turnera diffusa": Incontinência urinária, impotência, tônico e estimulante.
- Dente de Leão "Taraxacum taraxacum": Depurativo, desintoxicante, laxante brando.
- Douradinha "Palicourea rígida": Diurética, depurativo, afecções cutâneas, ácido úrico.
- Éfedra "Ephedra distachya":
- Emburana "Torresea cearensis":
- Endro/Dill "Anethum graveolens": Cólicas, calmante leve, aumenta o leite materno.
- Equinacea "Echinacea purpurea":
- Erva Baleeira "Cordia verbenacea": Reumatismo, artrite, artrose, dores musculares.
- Erva Cidreira "Lippia alba" [21]:
- Erva de Bicho "Polygonum hydropiper": Tratamento de hemorróidas e úlceras, varizes, uso interno/externo.
- Erva Doce "Pimpinella anisum": Gases intestinais, cólicas, estimulante.
- Erva Passarinho "Struthanthus marginatus": Moléstias pulmonares. Uso Externo: Eczemas, sarna.
- Erva Santa Maria: Vermífuga, parasitas intestinais, laxativo.
- Erva São João/Mentrasto: Mentrasto: Antidepressivo, males da menopausa, dores musculares, colites e cólica menstrual.
- Erva Tostão/Pega Pinto "Boerhaavia hirsuta": - Pega Pinto: Afecções urinárias, fígado e baço.
- Mate verde/Mate "Ilex paraguariensis (torrado)": Tônico cerebral, estimulante, digestivo, diurético.
- Escamonéia "Convolvulus scammonia":
- Espinheira Santa "Maytenus ilicifolia": Gastrite, úlcera, calmante das paredes estomacais.[22]
- Estigma de Milho "Zea mays": Hidratante dos rins e cólica renal.
- Estragão: cólicas menstruais e infantis, repelente, lavagem de ferimentos.
- Eucalipto "Eucalipytus globulos": Desinfetante das vias respiratórias e balsâmico.
- Fedegoso "Cassia occidentalis": Laxante, depurativo. Uso Externo: Afecções da pele.
- Fel da terra "Erythraea centaurium":
- Feno Grego "Trigonella foenum": Diabetes, digestivo, laxante brando.
- Fitolaca "Phytolacca decandra":
- Flor de São João: Vitiligo.
- Frangula "Rhamnus frangula":
- Fuccus "Fucus vesiculosus": Disfunções da tireóide, vesícula, obesidade.
- Funcho "Foeniculum foeniculum": Gases, digestivo e relaxante.
- Garra do Diabo "Harpagophytum procumbenss": Reumatismo sangüíneo, esporão, gota, desintoxicante.
- Genciana: Fraqueza orgânica, anemia, tônico estimulante de apetite.
- Gengibre "Zingiber zingiber": Asma, bronquite, rouquidão, colesterol.
- Gervão "Stachytarphetta dichotoma": Tônico estomacal, fígado, pâncreas, depurativo.
- Ginkgo (Ginkgo biloba L.)[23]
- Pfaffia "Pffafia iresinoides" / "Pffafia paniculata": Energético, colesterol, diabetes.
- Goiabeira: Combate a diarréia e afecções da garganta.
- Graviola "Anona muricata": Diabetes, colesterol, emagrecimento.
- Grindelia "Grindelia camporum":
- Guaçatonga "Casearia sylvestris": Gastrite, úlcera, depurativo, cicatrizante, herpes.
- Guaco "Mikania glomerata": Expectorante, tosse, bronquite e resfriados.
- Guaraná "Paullinia Cupana": Estimulante físico e mental.
- Guiné "Petiveria aliacea":
- Hamamelis "Hamamelis virginiana": Favorece a circulação, varizes, trombose, hemorróidas.
- Hibiscus "Hibiscus sabdariffa" (Rosela): Antifebril, digestivo, relaxante, obesidade.
- Hipérico: Antidepressivo.
- Hortelã "Mentha piperita": Espasmos, náuseas, azia, relaxante, dispepsia nervosa.
- Imburama Sementes: Tônico, gastrite, tosse, expectorante, asma.
- Ipê-roxo (Tabebuia avellanedae)[24]
- Ipecacuanha "Evea Ipecacuanha": Desenteria, catarros do pulmão, bexiga, garganta.
- Jaborandi (Pilocarpus pennatifolius)[25]
- Jambolão "Syzygium jambolana": Eficaz no tratamento do diabetes.
- Japecanga: Depurativo, diurético, sífilis, reumatismo.
- Jarrinha: Nevralgias, dores musculares e artríticas, estimulante.
- Jasmim Chinês "Jasminum pubescens":
- Jasmim (Flor): Relaxante, digestivo, insônia.
- Jasmim (Folhas): Digestivo, alcoolismo, cardiotônico, circulatório.
- Jatobá "Hymenaea stilbocarpa": Balsâmico, bronquite, laringite, orquite.
- Jequitibá "Cariniana brasiliensis": Uso externo: gargarejos, aftas, anjina, amigdalites.
- João da Costa "Echites peltata": calores da menopausa, trata o útero e ovários.
- Juá: saponáceo natural, anticaspa uso externo.
- Jurema Preta "Acácia jurema": uso externo: feridas, cancros, úlceras, erisipelas.
- Jurubeba "Solanum paniculatum": hepatoprotetor, vesícula, pâncreas, baço, intestinos.
- Kumell: Diurético, cólicas, estomacal.
- Laranjeira "Citrus aurantium":
- Lavanda: calmante e analgésica; combate asma, gases, rinite.
- Mastruço "Lepidium sativum":
- Levante "Mentha Silvestris": Febres, congestão nasal, expectorante.
- Limão Bravo: Friagem, tosse, bronquite, resfriados.
- Linhaça "Linum usitatissimum" (semente): Laxante brando, gases intestinais.
- Lobelia: Desinfetante das vias respiratórias, tabagismo.
- Losna "Artemisia absinthium": Falta de apetite, diabetes, fígado, pâncreas, bílis, mau hálito.
- Lotus: Emoliente catarral, antitossígeno, rinite, laringite.
- Louro "Laurus nobilis": Amenorréia, nevralgia, cólicas estomacais e menstruais.
- Lúpulo "Humulus lupulo": Calmante, insônia crônica.
- Maçã: Digestivo, relaxante, debilidade estomacal.
- Macela "Achyrocline satureoides": Antidiarréica, fígado, pâncreas, colite, vesícula.
- Malva Branca: Gengivite, garganta, abcessos e desinfetantes.
- Malva "Sida Cordifolia":
- Mama Cadela "Brosimum gaudichaudii":
- Mamica de Cadela "Zanthoxylum subserratum": Dores de dente e ouvido. Uso interno e externo vitiligo.
- Manacá "Brunfelsia hopeana":
- Mangerona "Origanum majorana":
- Manjericão "Ocimum basilicum": Anti-inflamatório, garganta, tosse, digestivo.
- Manjerona: combate insônia, gripes, resfriados, gases e cólicas menstruais.
- Maracujá "Passiflora alata / Passiflora edulis": Calmante, sedativo leve, insônia, alcoolismo. [26]
- Marapuama "Croton moritibensis": Tônico nervino, afrodisíaco, impotência sexual.
- Melão de São Caetano "Momordica charantia": Regulariza o fluxo menstrual. Uso externo: piolhos.
- Melissa/Erva cidreira "Melissa officinalis": Cardiotônica, calmante, gastrite crônica.
- Menta: Digestivo, espasmos, cálculos biliares.
- Mentruz/Mastruço: Fortalecedor pulmonar, gastrite, cicatrizante.
- Milefólio "Achillea millefolium": Folhas: Analgésica, antiespasmódica, carminativa. [27]
- Milhomens: Afecções das vias urinárias, prostatite, diurético.
- Mirra "Commiphora molmol":
- Muirapuama "Apuleira molaris":
- Mulungu "Erythrina mulungu": Sedativo, insônia crônica, alcoolismo, asma.
- Muña: analgésica, anti-séptica, broncodilatadora, expectorante, silencia a tosse. Laxante. Regula a menstruação.
- Mutamba: Afecções do couro cabeludo e queda de cabelo. Uso externo.
- Nó de Cachorro "Heteropteris aphrodisiaca": Estimulante geral e afrodisíaco.
- Nogueira "Juglans regia": Trata útero, bexiga, inflamação dos ovários.
- Noz de Cola "Cola acuminata":
- Noz de Cola: Debilidade física, mental e sexual, estimulante.
- Noz Moscada "Myristica fragrans": Estomacal, cólicas, arrotos, soluços, hipertensão.
- Óleo vermelho "Myrospermum erytroxilon":
- Olho de boneca "Dendrobium nobile": Analgésico, antipirético, antiviral e alívio de distúrbios digestivos.[28]
- Oliveira: Regula os intestinos e pressão arterial.
- Orégano "Origanum vulgare": sedativo, combate gases, reumatismo e tosse. [29]
- Pacová: Vermífugo, trata gastralgia e estômago.
- Panacéia: Depurativo, afecções de pele, sífilis, diurético.
- Para Tudo: Reconstituinte digestivo, evacuações sanguinolentas.
- Parietária "Parietária officinalis": Cálculos renais e retenção urinária.
- Pariparoba "Heckeria umbellata": Fígado, vesícula, baço, gastralgia e azia.
- Parreira Brava: Males do fígado e digestão, reumatismo e cólicas.
- Pata de Vaca "Bauhinia forficata": Diabetes, depurativa, diurética.
- Pau Ferro "Caesalpinea ferrea": Diabetes, diminuindo o volume da urina e sede.
- Pau Pereira "Geissospermum laeve": Digestão difícil, estomacal, prisão de ventre.
- Pau Tenente - Quassia: Hepaprotetos, oxiúridos, diabetes.
- Pedra Ume Caá "Myrcia sphaerocarpa": Insulina Vegetal: eficaz no diabetes.
- Peroba: Trata a epilepsia, histeria, asma, coqueluche.
- Picão Branco: "Galinsoga parviflora": cicatrizante, anti-inflamatório.
- Picão/Picão Preto "Bidens pilosus": Icterícia, hepatite, boca amarga, alergias. Uso interno e externos. [30]
- Picão roxo "Ageratum conyzoides":
- Pimenta de Macaco "Xylopia aromatica": Digestiva, afrodisíaco.
- Pimentão "Capsicum annuum":
- Pindaiba "Xylopia frutescens":
- Pitanga "Eugenia uniflora": Febre, ácido úrico, diabetes, colesterol.
- Pixuri "Licaria puchury major": Usado nas paralisias e derrames. Uso externo picada de inseto.
- Plama Cristi: Emoliente do intestino, auxilia no emagrecimento.
- Poejo "Mentha pulegium": Expecetorante, gripes, resfriados, tosse crônica e asma.
- Porangaba "Cordia salicifolia (Chá de bugre)":
- Psilium "Plantago ovata":
- Pulmonária: Trata pneumonia, tuberculose, enfizema pulmonar.
- Pulsatila: Corrige o fluxo menstrual, cólicas.
- Quebra Pedra "Phyllanthus niruri": Cálculos renais, dores lombares, próstata, cistite.
- Quina Amarela "Cinchona calisaya":
- Quina Quina "Coutaerea hexandra": Tônico amargo, hepaprotetor, antidiabético. Uso externo: queda de cabelo.
- Quixaba: Cistos de ovário, inflamações no útero, corimento.
- Raspa de Joá "Ziziphus joazeiro":
- Romã (Punica granatum L.)[31]
- Rosa Branca "Rosa Alba L": Inflamações uterinas, rins. Uso Externo: Banhos.
- Rosa-rosa/Rosa Damascena "Rosa centifolia":
- Rosa Rubra "Rosa gallica": Uso Externo: Trata mucosas, olhos, úlceras.
- Rosela "Hibiscus sabdariffa (Hibiscus)":
- Rubi: Ácido úrico, reumatismo, anti-hemorrágico.
- Ruibarbo "Rheum palmatum": Vermífugo, laxativo, adstringente.
- Sabugueiro "Sambucus nigra" (Flor): Febre, resfriados, catapora, sarampo, escarlatina.
- Sacaca
- Salgueiro "Salix alba":
- Salsaparrilha "Smilax officinalis": Altamente depurativo, colesterol, ácido úrico, acne.
- Sálvia "Salvia officinalis": Tônico mental, digestivo eficaz, males da menopausa.
- Samambaia: Dores reumáticas, artrite, gripes fortes.
- Sapé: Retenção urinária, fígado. Uso Externo: Dentição de neném.
- Sassafrás "Sassafras sassafras": Depurativo, dores artríticas, inchações.
- Sene "Cassia acutifolia": Folhas - Folículos: Laxativo, regulador intestinal, obesidade.
- Sete Sangrias "Cuphea balsamona": Depurativo, hipotensor, colesterol.
- Stévia "Stevia rebaudiana": Trezentas vezes mais doce que o açúcar, para diabéticos.
- Sucupira "Bowdichea virgilioides" (sementes): Reumatismo agudo, osteoporose, laringe.
- Fava de Santo Inácio - *Gengiroba "Strychnos ignatii": 	Icterícia, hepatite, purgante.
- Taiuiá (Abobrinha-do-mato, Cabeça-de-negro) "Cayaponia tayuya": Psioriase, erisipela, interno/externo
- Tanchagem "Plantago major": Gargarejos, gengivites, purifica o sangue.
- Tília "Tilia cordata": Antidepressivo, espasmódico, calmante.
- Tomilho "Thymus vulgaris": Tônico estomacal, desinfetante das vias respiratórias.[32]
- Umbaúba "Cecropia glaziovii": Diabetes, bronquite e tosse.
- Unha de Gato "Uncharia tomentosa": 	Depurativa, febres altas, reumatismo, tumores, convalescência.
- Unha de Vaca: Diurética, diabetes, depurativa.
- Urtiga "Urtiga dioica": Menstruação irregular. Uso Externo: Irritações e corrimentos.
- Urucum "Bixa orelana": Anemia, cardiotônica, colesterol. Uso Externo: Bronzeador natural.
- Uva Ursi-*Ursina "Arctostaphylos uva-ursi": Areias de rins, e bexiga, ácido úrico, próstata.
- Valeriana "Valeriana officinalis": Calmante, insônia crônica, stress, labirintite. [33]
- Velame do Campo "Croton campestris": Escrofulose, ganglios, eczemas, depurativa.
- Verbasco "Verbascum thapsus": Bronquite, catarros crônicos, artrite, e hemorróidas.
- Verbena "Verbena officinalis": Hepatoprotetora, enxaqueca, digestiva, relaxante.
- Zedoária "Curcuma zedoaria": Gastralgias, estomatites, úlceras, mau hálito.
- Zimbro "Juniperus communis": Anti-Séptico das vias urinárias, cálculos renais, febres.

## Ver também

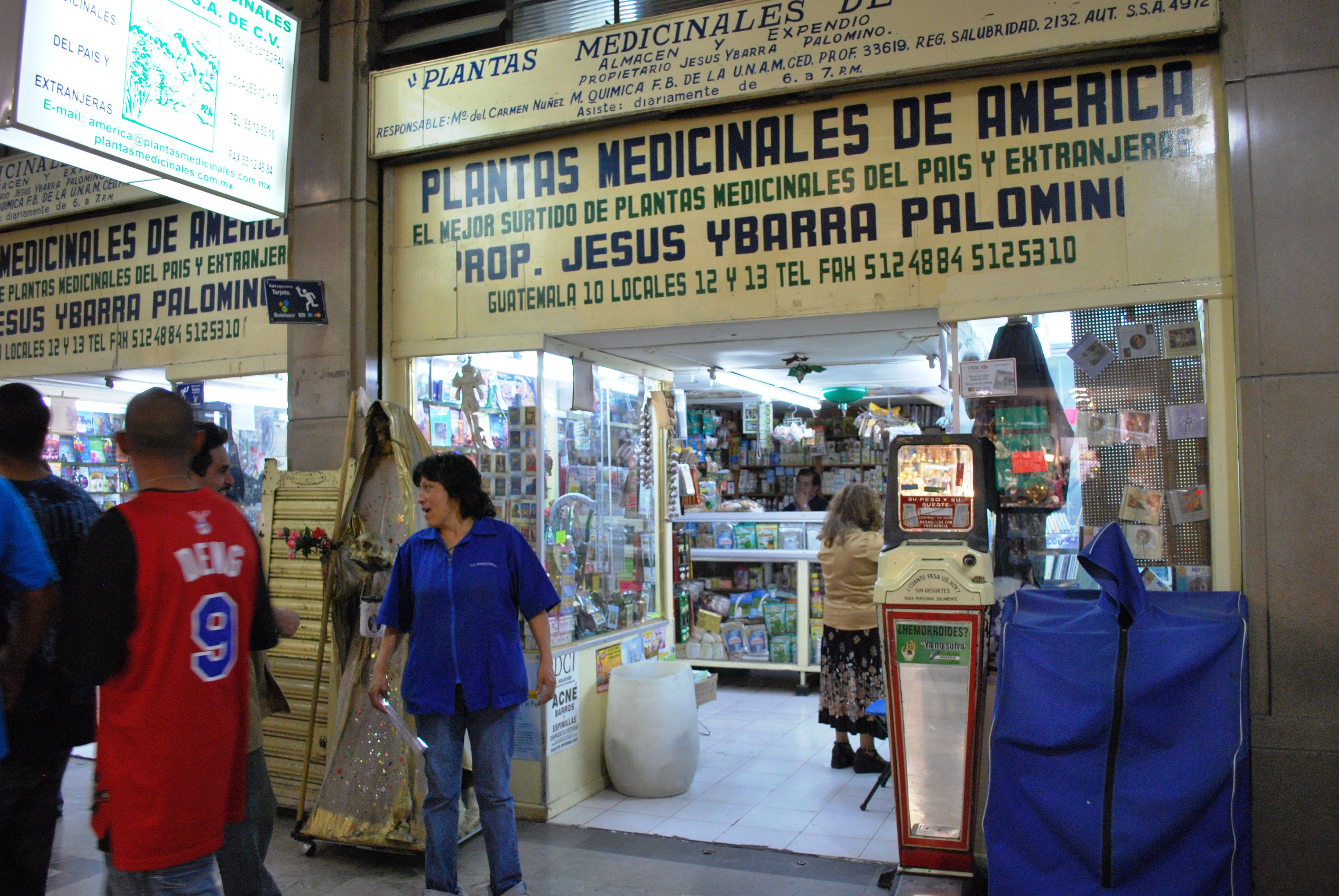
Para conhecer as plantas integrantes à Farmacopéia Nacional do Brasil consulte a ANVISA ou verifique se é um produto já registrado [http://www7.anvisa.gov.br/datavisa/consulta_produto/Medicamentos/frmConsultaMedicamentos.asp Anvisa - Consulta de Medicamentos